# كيسلان (سقز)
قرية كيسلان (بالكردية: کیسەڵان) هي إحدى القرى التابعة لـصاحب في ريف قسم زيويه من مقاطعة سقز، في محافظة كردستان الإيرانية.

## السكان
حسب إحصاءات سنة 2006، بلغ إجمالي السكان في كيسلان 131 نسمة وعدد المساكن 30 مسكن. لغة سكان كيسلان هي اللغة الكردية و هم من أهل السنة والجماعة والمذهب الشافعي.